# Jacques Verschuren
Jacques Verschuren (* 9. April 1926 in Etterbeek, Region Brüssel-Hauptstadt; † 20. August 2014 in Forest, Belgien) war ein belgischer Biologe, Ökologe und Naturschützer.

## Leben
1943 absolvierte Verschuren das Collège Saint-Michel in Etterbeek in Gräzistik und Latinistik. 1950 erhielt er die Licence en Sciences in Zoologie von der Université catholique de Louvain. 1955 promovierte er an derselben Universität zum Doktor der Wissenschaften (Docteur en sciences) in Biologie und Zoologie. Von 1948 bis 1991 arbeitete Verschuren als Wissenschaftler und Biologe für das Institut Royal des Sciences Naturelles de Belgique. Seine Forschungen und Tätigkeiten umfassten Studien im Labor und im Feld, die Beratung von verschiedenen nationalen und internationalen Organisationen, die intensive Zusammenarbeit mit den Behörden „neuer“ Staaten, die Untersuchung zahlreicher geschützter und ungeschützter Flächen für die Schaffung neuer Nationalparks, hauptsächlich, aber nicht ausschließlich, in Afrika. Beispielsweise förderte er die Gründung von vier Nationalparks in Zaire, darunter den Nationalpark Salonga und den Nationalpark Maiko. Ferner unternahm er wichtige Anstrengungen, um den Nationalpark Virunga vor der Zerstörung während der Kongo-Krise zu bewahren. Weiter unterstützte er Schutzmaßnahmen für das Breitmaulnashorn, den Berggorilla und das Javanashorn. Von 1957 bis 1962 war er Chefbiologe im Albert-Nationalpark. 1962 wurde er in das Serengeti Research Programme in Tanganyika berufen, das er bis 1964 leitete und inhaltlich weiter entwickelte. Zu seinen Verantwortlichkeiten gehörten unter anderem die wissenschaftliche Beobachtung der Huftiermigrationen und deren Zusammenhang mit den Nahrungsgewohnheiten der Tiere. Von 1969 bis 1975 war er Generaldirektor des Institut National de la Conservation de la Nature (INCN) und des l’Institut des Parcs Nationaux du Congo. 1976 gründete er das Institut National pour l’Environnement et la Conservation de la Nature (INECN) in Burundi. Von 1978 bis 1979 beriet Verschuren als Beauftragter des WWF und der IUCN die Regierung Liberias bei der Schaffung neuer Nationalparks.
Verschuren veröffentlichte mehrere Bücher über seine Arbeit in Afrika, darunter 1970 das Werk Mourir pour les Eléphants (deutsch: Sterben für die Elefanten), zu dem Bernhard Grzimek das Vorwort schrieb. 2001 erschien seine Autobiographie Ma vie, sauver la nature.
1957 beschrieb Verschuren die Unterart Hipposideros beatus maximus der Benito-Rundblattnase, die im Sudan, in der Zentralafrikanischen Republik und in der Demokratischen Republik Kongo vorkommt.

## Auszeichnungen und Dedikationsnamen
1970 zählte Verschuren neben Julian Huxley und Bernhard Grzimek zu den drei ersten Preisträgern der WWF-Goldmedaille für Naturschutz. Ferner war er Träger des Ordens der Goldenen Arche. 1977 benannten Walter Verheyen und Erik van der Straeten Verschurens Weichhaarmaus (Praomys verschureni) zu Ehren von Jacques Verschuren, der 1959 das Typusexemplar dieser Art gesammelt hatte.

## Werke (Auswahl)
- Écologie, biologie et systématique des chiroptères. Exploration du Parc National de la Garamba, fascicule 7. Institut des Parcs Nationaux du Congo Belge, Brussels, Belgium, 1957
- Ecologie et biologic des grands mammiferes (Primates, Carnivores, Ongules). Exploration du Pare National de la Garamba. Mission H. De Saeger. 9: 1–225, 1958
- The Ecology and Biology of Garamba Park, Zaire, 1958
- Le Parc Albert, 1960
- Introduction à l’Ecologie des Ongulés du Parc National Albert. Exploitation du Parc National Albert. Mission F. Bourliere et J. Verschuren, Institut des Parcs Nationaux du Congo Belge, Bruxelles, Fasc. 1., 1960
- Rongeurs et lagomorphes. Exploration du Parc National de la Garamba Institut des Parcs Nationaux du Congo, Bruxelles, 50, 1966 (mit Walter Verheyen), 1966
- Exploration du Parc National Albert.Contribution à l’Ornithologie, Introduction à l’Ecologie et à la Biologie des Chéiroptères, Bruxelles, 1966
- Mourir pour les Eléphants (deutsch: Sterben für die Elefanten), 1970
- Exploration du Parc National des Virunga, Mission F. Bourlière et J. Verschuren (1957-1961), Fascicule 4, Rongeurs (mit Erik van der Straeten und Walter Verheyen), 1983
- Conservation of tropical rainforest in Liberia. Recommendations for wildlife conservation and national parks., 1983
- Relations entre la faune, principalement les vertébrés supérieurs, et les eaux thermales. Exploration du Parc National de Virunga. Deuxième Série, Fascicule 27. Fondation pour Favoriser les Recherches Scientifiques en Afrique. Recherches entreprises par l’Institut Zaïrois pour la conservation de la Nature. Bruxelles., 1986
- Evolution des Habitats en 70 Ans: Parc National des Virunga, 1993
- Habitats and Fauna in Virunga Park after 65 years of Protection, 1993
- Les Habitats et la Grande Faune: Evolution et Situation récente. Exploration du Parc National des Virunga (Zaïre). Fondation pour Favoriser les Recherches Scientifiques en Afrique. Deuxième Série, Fascicule 29, Bruxelles., 1993
- Ma vie, sauver la nature, 2001 (Autobiographie)